# الیرات، کراز
الیرات، کراز (به فرانسوی: Alleyrat, Creuse) یک کامین در فرانسه است که در Canton of Aubusson واقع شده‌است.

## خصوصیات
الیرات ۹٫۵۴ کیلومترمربع مساحت و ۱۵۰ نفر جمعیت دارد و ۴۷۰ متر بالاتر از سطح دریا واقع شده‌است.